# هاولي (مينيسوتا)
هاولي (بالإنجليزية: Hawley, Minnesota)‏ هي مدينة تقع في ولاية مينيسوتا في الولايات المتحدة. تبلغ مساحة هذه المدينة 6.55 (كم²)، وترتفع عن سطح البحر 351 م، بلغ عدد سكانها 2067 نسمة في عام 2010 حسب إحصاء مكتب تعداد الولايات المتحدة.

## التركيبة السكانية
قام مكتب تعداد الولايات المتحدة بتحديد بيانات التركيبة السكانية لهاولي في تعداد الولايات المتحدة. في ما يلي، التركيبة السكانية حسب تعدادي 2000 و2010.

### تعداد عام 2000
بلغ عدد سكان هاوكينس 317 نسمة بحسب تعداد عام 2000، وبلغ عدد الأسر 138 أسرة وعدد العائلات 92 عائلة مقيمة في القرية. في حين سجلت الكثافة السكانية 144.8 نسمة لكل ميل مربع (55.9/كم2). وبلغ عدد الوحدات السكنية 147 وحدة بمتوسط كثافة قدره 67.2 نسمة لكل ميل مربع (25.9/كم2).
وتوزع التركيب العرقي للقرية بنسبة 98.11% من البيض و 1.58% من عرقين مختلطين أو أكثر.
بلغ عدد الأسر 138 أسرة كانت نسبة 22.5% منها لديها أطفال تحت سن الثامنة عشر تعيش معهم، وبلغت نسبة الأزواج القاطنين مع بعضهم البعض 56.5% من أصل المجموع الكلي للأسر، ونسبة 6.5% من الأسر كان لديها معيلات من الإناث دون وجود شريك، وكانت نسبة 33.3% من غير العائلات. تألفت نسبة 26.1% من أصل جميع الأسر من أفراد ونسبة 12.3% كانوا يعيش معهم شخص وحيد يبلغ من العمر 65 عاماً فما فوق. وبلغ متوسط حجم الأسرة المعيشية 2.79، أما متوسط حجم العائلات فبلغ 2.30.
بلغ العمر الوسطي للسكان 42 عاماً. وكانت نسبة 19.2% من القاطنين تحت سن الثامنة عشر، وكانت نسبة 10.7% بين الثامنة عشر والأربعة وعشرون عاماً، ونسبة 24.9% كانت واقعةً في الفئة العمرية ما بين الخامسة والعشرون حتى والأربعة وأربعون عاماً، ونسبة 24.6% كانت ما بين الخامسة والأربعون حتى الرابعة والستون، ونسبة 20.5% كانت ضمن فئة الخامسة والستون عاماً فما فوق. يوجد لكل 100 أنثى 105.8 ذكر، ويوجد لكل 100 أنثى في الثامنة عشر من عمرها فما فوق 101.6 ذكر.
بلغ متوسط دخل الأسرة في القرية 29,286 دولار، أما متوسط دخل العائلة فبلغ 39,250 دولار. وكان متوسط دخل الذكور 28,250 دولار مقابل 23,393 دولار للإناث. وسجل دخل الفرد الخاص بالقرية 17,159 دولار. وكانت نسبة 3.2% من العائلات ونسبة 3.6% من السكان تحت خط الفقر، ولا أحد منهم تحت سن الثامنة عشر ونسبة 10.8% في الخامسة والستين من العمر وما فوق.

### تعداد عام 2010
بلغ عدد سكان هاولي 2,067 نسمة بحسب تعداد عام 2010، وبلغ عدد الأسر 854 أسرة وعدد العائلات 553 عائلة مقيمة في المدينة. في حين سجلت الكثافة السكانية 817.0 نسمة لكل ميل مربع (315.4/كم2). وبلغ عدد الوحدات السكنية 891 وحدة بمتوسط كثافة قدره 352.2 لكل ميل مربع (136.0/كم2).
وتوزع التركيب العرقي للمدينة بنسبة 96.3% من البيض و 1.0% من الأمريكيين الأصليين و 0.7% من الأمريكيين ذوي الأصول الآسيوية و 0.3% من الأمريكيين الأفارقة و 1.6% من عرقين مختلطين أو أكثر.
بلغ عدد الأسر 854 أسرة كانت نسبة 37.2% منها لديها أطفال تحت سن الثامنة عشر تعيش معهم، وبلغت نسبة الأزواج القاطنين مع بعضهم البعض 50.2% من أصل المجموع الكلي للأسر، ونسبة 10.9% من الأسر كان لديها معيلات من الإناث دون وجود شريك، بينما كانت نسبة 3.6% من الأسر لديها معيلون من الذكور دون وجود شريكة وكانت نسبة 35.2% من غير العائلات. تألفت نسبة 32.1% من أصل جميع الأسر من أفراد ونسبة 17.8% كانوا يعيش معهم شخص وحيد يبلغ من العمر 65 عاماً فما فوق. وبلغ متوسط حجم الأسرة المعيشية 3.03، أما متوسط حجم العائلات فبلغ 2.42.
بلغ العمر الوسطي للسكان 34.9 عاماً. وكانت نسبة 29.2% من القاطنين تحت سن الثامنة عشر، وكانت نسبة 5.6% بين الثامنة عشر والأربعة وعشرون عاماً، ونسبة 28.5% كانت واقعةً في الفئة العمرية ما بين الخامسة والعشرون حتى والأربعة وأربعون عاماً، ونسبة 21.1% كانت ما بين الخامسة والأربعون حتى الرابعة والستون، ونسبة 15.6% كانت ضمن فئة الخامسة والستون عاماً فما فوق. وتوزع التركيب الجنسي للسكان بنسبة 48.5% ذكور و51.5% إناث.

## وصلات خارجية
- http://www.hawley.govoffice.com/
- The US50 - Cities and Towns in Minnesota State